# Vitruve (cratère)
Pour les articles homonymes, voir Vitruve (homonymie).

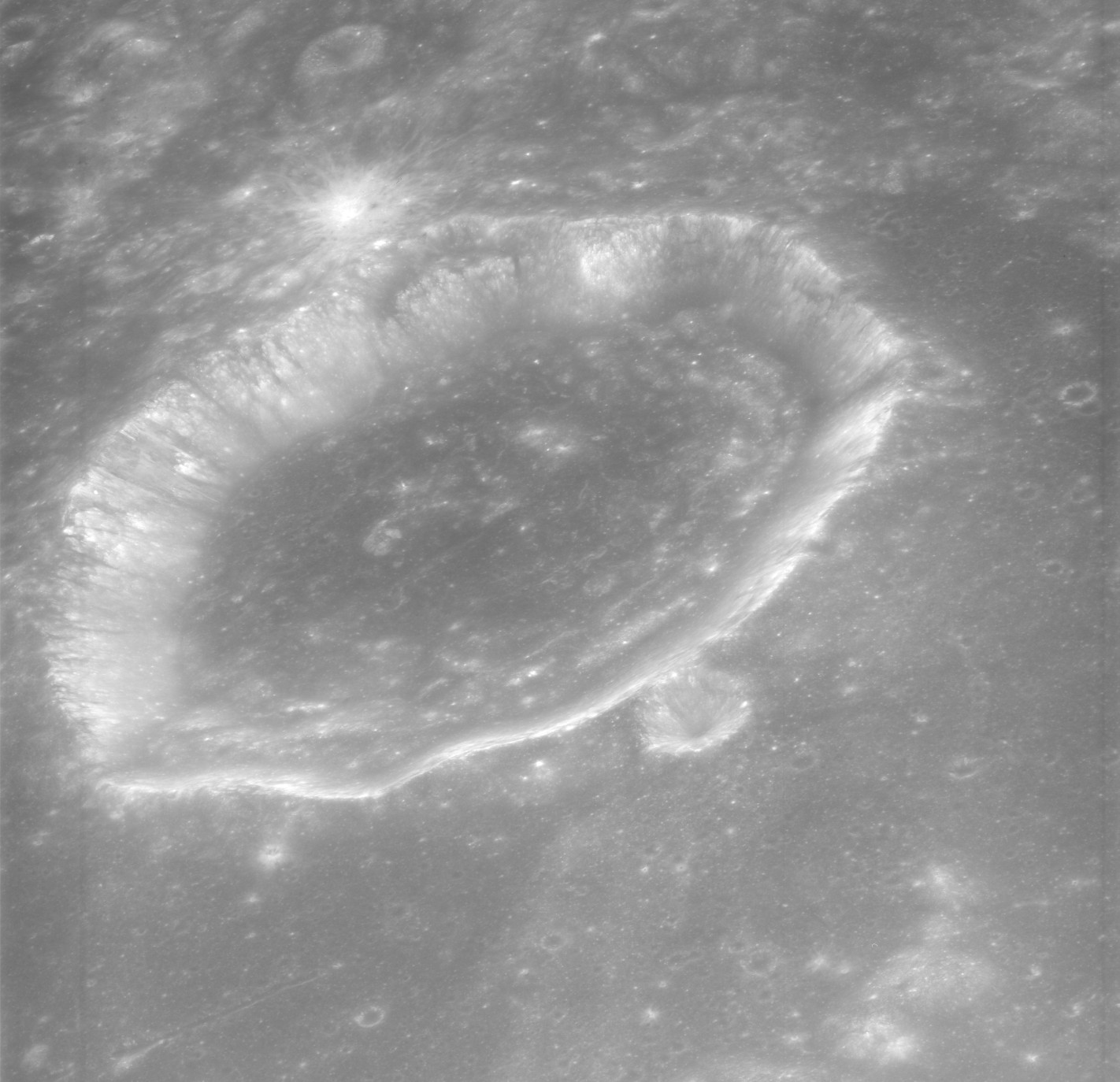
Vue oblique du cratère Vitruve depuis la caméra panoramique Apollo 15, face au nord

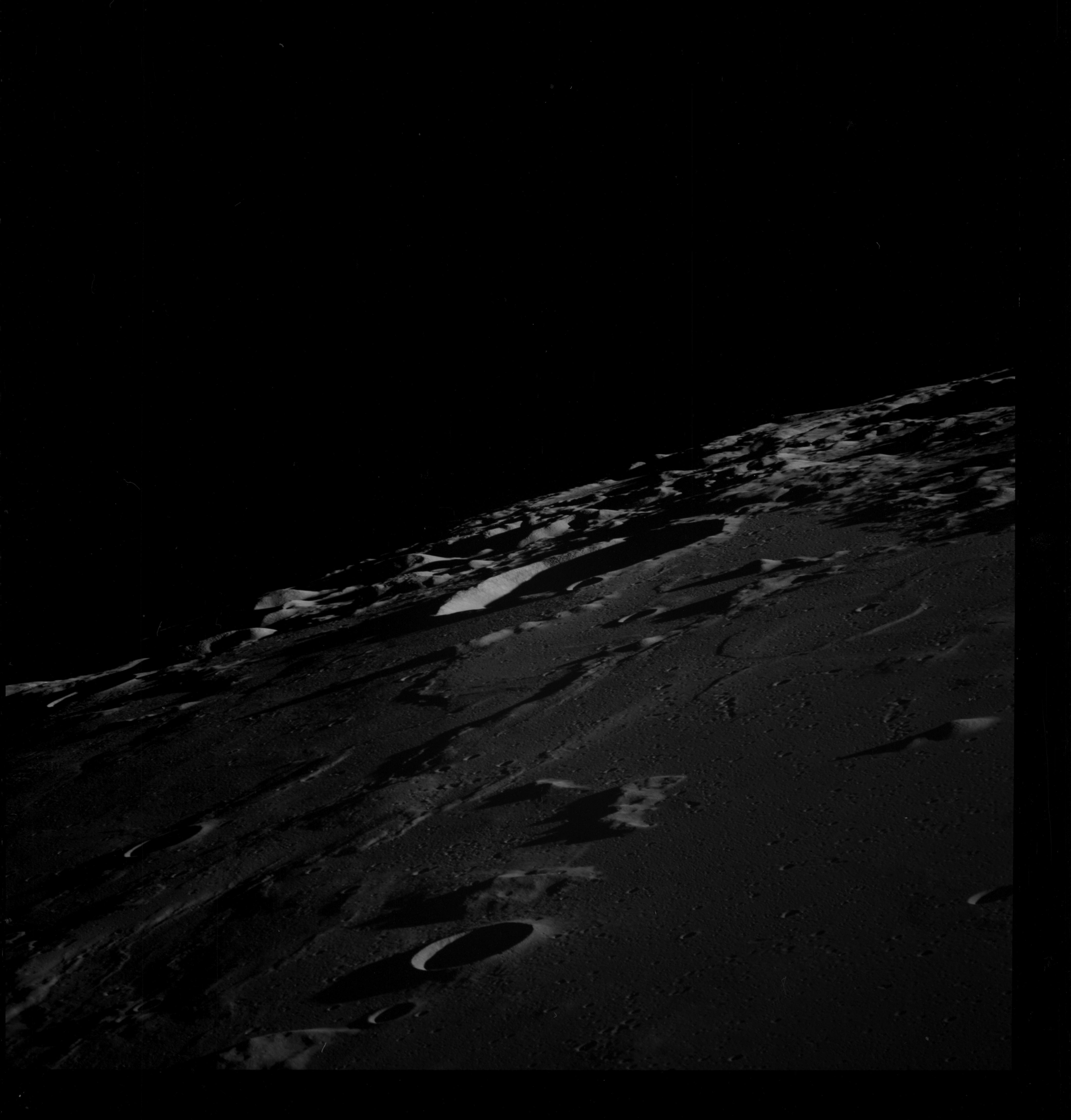
Vue oblique du cratère Vitruve depuis Apollo 8, au terminateur lunaire, avec le Montes Taurus en arrière-plan.

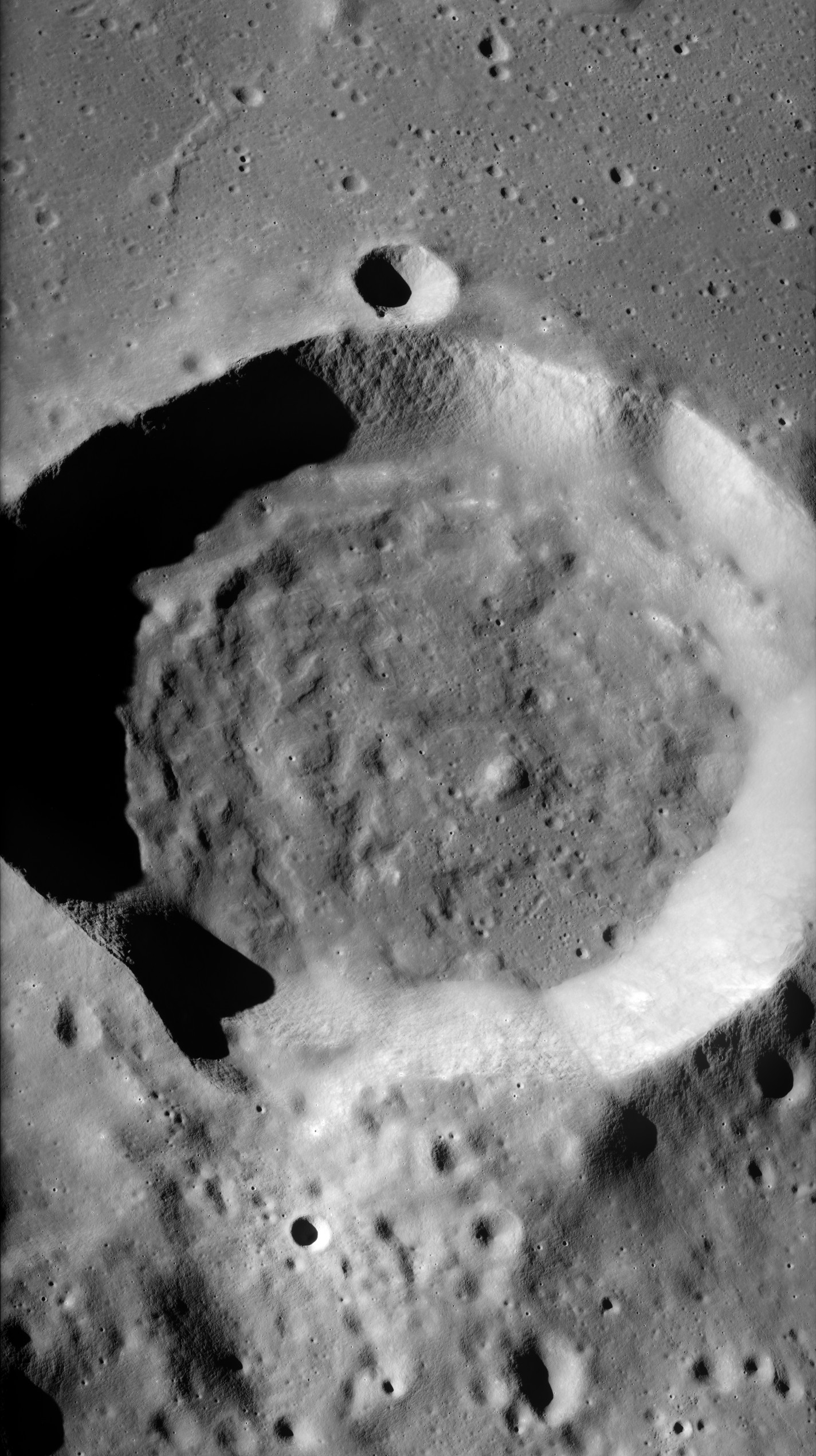
Vue oblique du cratère Vitruve depuis la caméra panoramique Apollo 17, face au sud

Vitruve (ou parfois Vitruvius en latin) est un petit cratère d'impact lunaire qui se trouve sur le bord nord de la Mare Tranquillitatis. À l'Est se trouve le cratère Gardner, et au nord-est se trouve Fabbroni . Au nord-nord-ouest se trouve la montagne oblongue Mons Vitruve, et au-delà se trouve la vallée où la mission Apollo 17 a atterri.
Le bord de Vitruve est quelque peu circulaire, mais les côtés sont inégaux au nord et à l'est. Le rebord est le plus élevé au nord-ouest. Le sol intérieur est inégal, avec quelques élévations basses au sud-ouest. Un petit cratère est attaché au bord extérieur sud. Les environs deviennent plus accidentés au nord du cratère. Le nom de cratère Vitruve a été nommé d'après l'ancien ingénieur et architecte romain Vitruve.

## Cratères satellites
Par convention, ces caractéristiques sont identifiées sur les cartes lunaires en plaçant la lettre sur le côté du milieu du cratère le plus proche de Vitruve.
| Vitruve | Latitude | Longitude | Diamètre      |
| ------- | -------- | --------- | ------------- |
| B       | 16.4° N  | 33.0° Est | 18 kilomètres |
| g       | 13.9° N  | 34.6° E   | 6 kilomètres  |
| H       | 16.4° N  | 33.9° E   | 22 kilomètres |
| L       | 19.0° N  | 30.7° Est | 6 kilomètres  |
| M       | 16.1° N  | 31,5° Est | 5 kilomètres  |
| J       | 17.1° N  | 33.2° E   | 15 kilomètres |

Les cratères suivants ont été renommés par l'IAU.
- Vitruve A — Voir Gardner (cratère) .
- Vitruve E — Voir Fabbroni (cratère) .

Vitruve G est nommé El Greco sur l'orthophotocarte topographique lunaire LTO-61A1 Cajal, mais ce nom n'a pas été approuvé par l'IAU.